# Акилов, Бахром Хасанович
Бахром Хасанович Акилов (род. 13 июля 1955) — советский самбист, победитель летней Спартакиады народов СССР 1975 года, победитель чемпионата Европы по самбо 1976 года в Ленинграде, победитель и призёр международных турниров, мастер спорта СССР международного класса по самбо, мастер спорта Узбекской ССР по борьбе куреш. По самбо выступал в наилегчайшей весовой категории (до 48 кг). Представлял спортивное общество «Буревестник» (Самарканд). Наставником Акилова был Заслуженный тренер СССР Геннадий Калеткин.
В 1978 году Акилов окончил филологический факультет Самаркандского государственного университета.

## Внутрисоюзные соревнования
- Чемпионат СССР по самбо 1975 — ;